# Један ујак Хојан
„Један ујак Хојан“ је југословенски филм из 1972. године. Режирала га је Вера Белогрлић, а сценарио је писао Јосип Кришковић.

## Улоге
| Глумац              | Улога |
| ------------------- | ----- |
| Мира Бањац          |       |
| Драгутин Добричанин |       |
| Душан Јакшић        |       |
| Предраг Лаковић     |       |
| Милутин Татић       |       |
| Оливер Томић        |       |
| Власта Велисављевић |       |